# Otterden
Otterden ist ein kleines Dorf und eine Gemeinde (Civil Parish) in Kent im Südosten Englands. Postalisch gehört Otterden zur Gemeinde Faversham und liegt in den Kent Downs, einem Schutzgebiet von hervorragender natürlicher Schönheit.

## Geschichte
Otterden wird in dem 1086 geschriebenen Domesday Book erwähnt. Es gehörte damals bereits zu Kent und wurde den Ländereien von Adam Fitz Hubert zugezählt. Jener (auch FitzHubert geschrieben) war ein Gefolgsmann von Odo von Bayeux, dem Bischof von Bayeux und Earl of Kent.
Otterden hat einen wichtigen Platz in der Geschichte der Wissenschaft: Stephen Gray und Granville Wheler führten hier 1729 elektrostatische Experimente durch, die zeigten, dass Elektrizität über weite Strecken transportiert werden kann.

## Bunce Court
Von 1933 bis 1940 und dann wieder von 1946 bis 1948 war Otterden der Sitz der von Anna Essinger gegründeten New Herrlingen School, später Bunce Court School, einer aus dem Landschulheim Herrlingen hervorgegangenen Schule im Exil. Während des Zweiten Weltkriegs wurde das Anwesen militärisch genutzt.
Das von der Schule genutzte Anwesen umfasst unter anderem das aus dem Jahre 1547 stammende Haupthaus von Bunce Court, das von einer Familie Bunce errichtet worden. (Lage) Die Vorderseite des Gebäudes wurde im 18. Jahrhundert im zeitgenössischen Stil renoviert. 
1896 und 1910 wurden zwei Flügel hinzugefügt.
In den 1960er Jahren war Bunce Court ein Altersheim, bevor dann in den frühen 1980er Jahren das Haupthaus verkauft und in vier separate Wohneinheiten aufgeteilt wurde. In der Mitte der 1990er Jahre wurde das verbliebene Gelände parzelliert und mit fünf Häusern bebaut. Dieser Teil wurde unter dem Namen „Pollards“ bekannt. Danach wurde auch die 
„Bunce Court Barn“, die zwischen dem Haupthaus und den „Pollards“ liegende Scheune, modernisiert und in eine Residenz umgewandelt.
Seit 1984 sind das Haupthaus,  „Bunce Court Barn“ und einige weitere Bebauungen auf dem Gelände in „The National Heritage List for England“ gelistet.